# Buteni
Buteni è un comune della Romania di 3 457 abitanti, ubicato nel distretto di Arad, nella regione storica della Transilvania.
Il comune è formato dall'unione di 4 villaggi: Berindia, Buteni, Cuied, Păulian.